# خربة كثارة
خربة كثارة هي بقايا حصن نبطي مهدم يقع في محافظة العقبة على تقاطع شارع العقبة-وادي اليتم وعلى مقربة من الحصن النبطي المسمى بخربة الخالدي. وتقع في ملتقى وادي اليتم (الجاد) مع وادي اليتم (العمران).
خلال أحداث الثورة العربية الكبرى، استطاعت القوات العربية بقيادة عودة أبو تايه من أسر 70 من المشاة و50 من الفرسان العثمانيين الذين تحصنوا في الخربة بعد هروبهم من خربة الخالدي وذلك خلال شهر تموز 1917.